# Obliteration (Medizin)
Obliteration beziehungsweise obliterieren (zu lateinisch oblitum ‚verstopft‘, Partizipform von oblinere ‚zuschmieren, verstopfen‘) ist ein medizinischer Fachausdruck, mit dem in der Anatomie oder der Pathologie das Verschließen oder Veröden von Gefäßen, Hohlorganen, Körperhöhlen oder Spalträumen bezeichnet wird.
Eine Obliteration kann die gewöhnliche Folge in der weiteren Entwicklung embryonal angelegter Strukturen sein, beispielsweise nachgeburtlich bei Gefäßen der Nabelschnur, ohne dass damit ein Krankheitswert verbunden sein muss. Im Gegensatz dazu steht ein krankhafter Verschluss von Gefäßen oder Hohlorganen, wie zum Beispiel eine Obliteration der Harnröhre als Folge einer Erkrankung. Obliterationen können auch die beabsichtigte Folge eines medizinischen Eingriffes sein, so etwa die Verödung von Krampfadern oder der Verschluss von Blutgefäßen in der Nasenschleimhaut bei starkem Nasenbluten, beispielsweise im Rahmen einer Sklerotherapie.

## Beispiele
- Obliteration von Arterien, z. B. bei Endarteriitis oder nachgeburtlich der Nabelarterien
- Obliteration von Venen, z. B. der Nabelvene oder des Ductus venosus nach der Geburt
- Obliteration des Zentralkanals
- Obliteration des Urachus
- Obliteration der Harnröhre
- Obliteration der Cochlea nach Meningitis, Labyrinthitis oder Otosklerose
- Obliteratio pericardii durch Verwachsung der Herzbeutelblätter
- Obliteration eines Wurzelkanals, z. B. durch Dentikel

## Einzelnachweis
1. ↑  Otto Dornblüth: Klinisches Wörterbuch. Die Kunstausdrücke der Medizin. 14. Auflage. 1927.